# Kotasaurus
Kotasaurus là một chi khủng long, được Yadagiri mô tả khoa học năm 1988.